# Alice im Weihnachtsland
Alice im Weihnachtsland ist ein deutscher Fernsehfilm der Regisseurin Petra K. Wagner aus dem Jahr 2021. Der weihnachtliche Liebesfilm, entstanden nach einem Drehbuch von Claudia Matschulla und Arnd Mayer, erzählt von der Hamburger Köchin Alice, dargestellt von Aybi Era, die von ihrem Freund Nicolas zum Weihnachtsfest in dessen bayerische Heimat eingeladen wird und glaubt, dort Bekanntschaft mit dessen Familie zu machen.
Neben Aybi Era traten unter anderem Jochen Matschke, Daniel Gawlowski, Jutta Speidel, August Schmölzer, Nina Hoger und Ilja Richter vor die Kamera.
Die ZDF-Auftragsproduktion wurde von der Relevant Film unter der Leitung von Heike Wiehle-Timm realisiert und von Februar bis März 2021 in Hamburg und im Oberallgäu gedreht. TV-Kritiker lobten vornehmlich die Spielfreude der Darsteller, kritisierten im Vorfeld der Ausstrahlung jedoch sowohl die Dramaturgie als auch die Charakterzeichnung in Alice im Weihnachtsland. Bei Erstausstrahlung im Rahmen der Herzkino-Reihe am 12. Dezember 2021 avancierte der Film mit rund 5,5 Millionen Zuschauern und einem Marktanteil von mehr als 16 Prozent zu einem der erfolgreichsten ZDF-Sonntagsfilme des Jahres.

## Handlung
Die Hamburger Köchin Alice wird von ihrem Freund Nicolas zum Weihnachtsfest im Kreise seiner ihr unbekannten Familie eingeladen. Da das Paar sich noch nicht lange kennt, zögert sie zunächst, willigt auf seinen Wunsch hin schließlich aber doch noch ein. Am Abreisetag wird Nicolas auf der Arbeit aufgehalten und ist gezwungen, später nachzukommen. Sie fährt daraufhin alleine in das verschneite Oberstdorf, wo sie am Bahnhof unerwartet auf Nicolas’ älteren Bruder Jakob und dessen Sohn Leo trifft. Als Leo erfährt, dass es sich bei Alice um Nicolas’ Freundin handelt, nehmen die beiden sie mit zu Jakobs Eltern, den Gastronomen Hanna und Toni Huber, die die junge Frau herzlich in Empfang nehmen. Jakob arbeitet als Koch im elterlichen Gasthof, seit seine Frau vor einigen Jahren verstarb. Alice kann das gut mitfühlen, da sie als Jugendliche ihre Eltern bei einem Unfall verlor. Und auch sonst verstehen sie sich gut.
Als die Hubers einige Tage später ihren aus Hamburg angereisten Sohn begrüßen, muss Alice feststellen, dass es sich bei diesem nicht um ihren Freund handelt und sie die vergangenen Tage zur Überraschung aller versehentlich bei der Familie eines anderen Mannes mit identischem Namen gewohnt hat. Alice, die Jakob zwischenzeitlich nähergekommen ist und sowohl zu seinen Kindern als auch zu Hanna und Toni ein inniges Verhältnis aufgebaut hat, verabschiedet sich traurig von der Familie und wird von „ihrem“ Nicolas zu seinen Eltern Daniela und Kurt gebracht. Dort angekommen fremdelt sie mit der Situation. Am nächsten Tag offenbart sie Nicolas, dass sie sich ihrer Gefühle ihm gegenüber nicht mehr sicher sei und trennt sich von ihm.
Zurück in Hamburg flüchtet sich Alice in die Arbeit. Jakob bekommt mit, dass sie die Beziehung beendet hat, und reist ihr Hals über Kopf  im Auto nach. Doch als er ihr seine Gefühle gesteht und sie bittet, ihn bei der Neueröffnung seines noch in Renovierung befindlichen Restaurants in Oberstdorf zu unterstützen, weist Alice ihn zunächst unsicher zurück. Enttäuscht überreicht er ihr das Weihnachtsgeschenk von seiner Familienfeier. Das lässt Alice die Situation überdenken.* Am nächsten Tag beschließt sie, ins Allgäu zurückzukehren, wo sie Jakob bei Bauarbeiten antrifft und die beiden sich erstmals küssen.
______________________
*= Hier offenbart sich dem aufmerksamen Zuschauer, dass weiter vorne im Film eine Szene herausgeschnitten wurde, vielleicht um Zeit einzusparen. Für die Filmhandlung ist das Fehlen unerheblich, aber die kleinen Details, die hier erwähnt werden, haben somit keinen Bezugspunkt mehr.

## Hintergrund

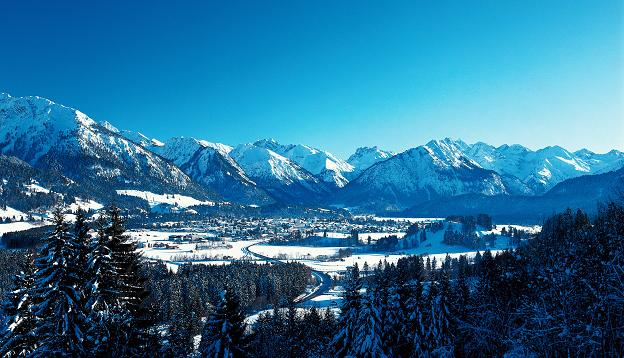
Oberstdorf im Oberallgäu fungierte neben Hamburg als Hauptspielort.

Alice im Weihnachtsland wurde von der Relevant Film Produktionsgesellschaft im Auftrag des ZDF hergestellt. Als Produzentin agierte Heike Wiehle-Timm, die für den Sender in den Vorjahren bereits die Weihnachtsfilme Ein Lächeln nachts um vier (2017) und Weihnachten im Schnee (2019) realisiert hatte. Die Redaktion beim ZDF lag bei Berit Teschner. Die Dreharbeiten fanden vom 2. Februar bis 4. März 2021 in Hamburg sowie im Oberallgäu statt. In der Hansestadt dienten unter anderem ein Bürogebäude in der Ludwig-Erhard-Straße 1 sowie der Vorplatz des Hauptbahnhofs als Motive. In Bayern fanden die Aufnahmen vornehmlich in der Gemeinde Oberstdorf sowie am Bahnhof Fischen und in einem Fischzuchtbetrieb in Blaichach-Gunzesried statt.
Für die musikalische Untermalung des Films zeigten sich die Komponisten Hannah von Hübbenet und Raphael Schalz-Bender verantwortlich. Zu den Weihnachtsliedern, die neben Petersens Filmmusik im Laufe des Films zu hören sind, gehören Macy Grays „This Christmas“, Norah Jones’ „It's Not Christmas 'Til You Come Home“, Michael Bublé’s „White Christmas“, Kelly Clarksons „Run Run Rudloph“, Elvis Presleys „Here Comes Santa Claus“, Brittany Howards „Stay High“ sowie eine instrumentale Interpretationen von „Stille Nacht, heilige Nacht“.

## Rezeption

### Kritik

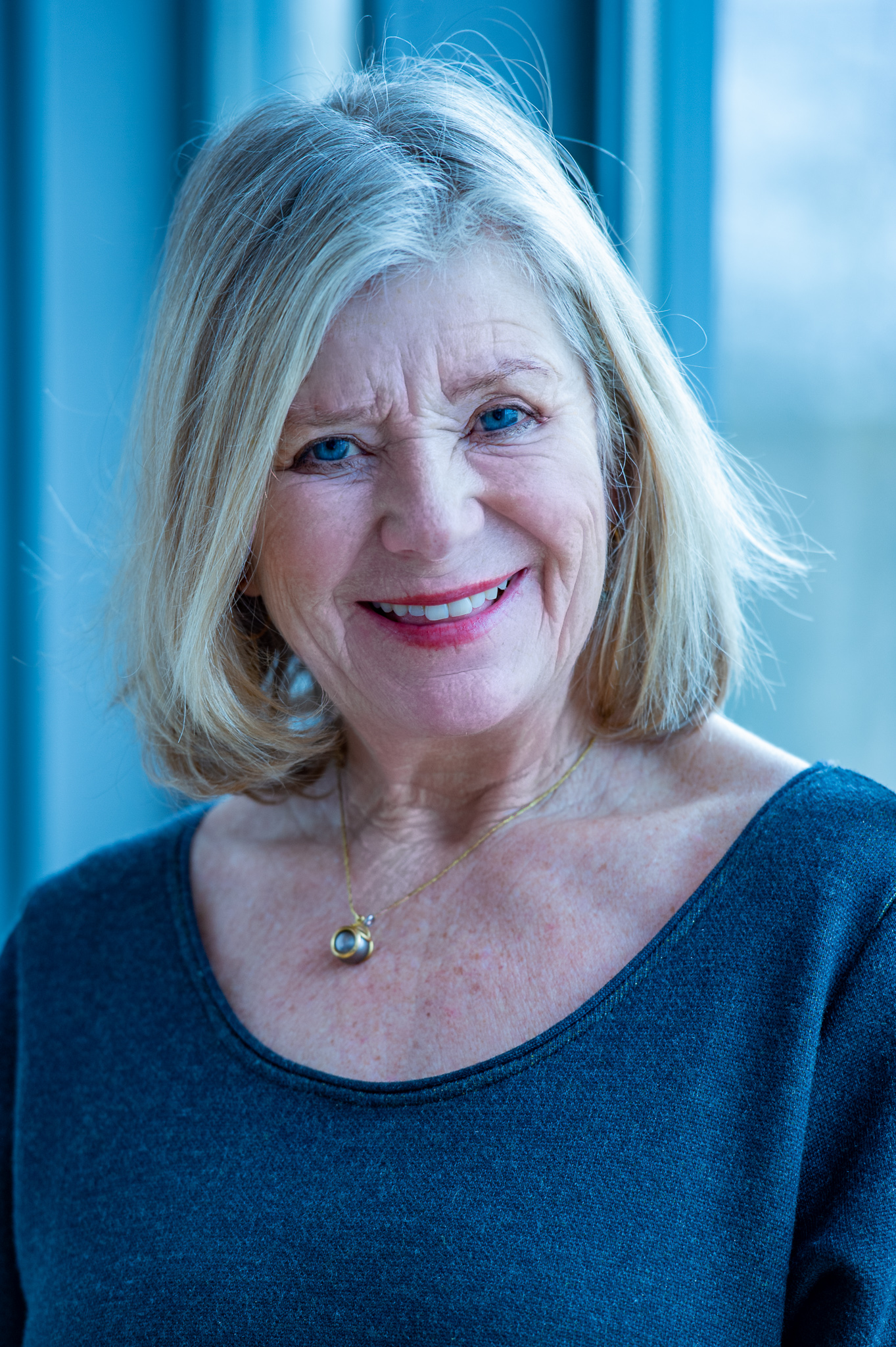
Die Besetzung um Jutta Speidel erhielt vorwiegend positive Kritiken für ihr Spiel.

Rainer Tittelbach von Tittelbach.tv fand vor allem für das Ensemble lobende Worte, wobei das „Pfund der ersten Filmhälfte“ Hauptdarstellerin Aybi Era sei, „deren natürliche Ausstrahlung und alltagsnahes Spiel das allzu Vorhersehbare immer mal wieder vergessen lässt. Offen bleibt in der zweiten Filmhälfte allein die Frage, wie die genreüblichen Missverständnisse aus dem Weg geräumt werden. Auf jeden Fall etwas lebensklüger und bildlich erfrischender als vom Genre gewohnt [...] Verglichen mit den erfrischenden, wahrhaftig emotionalen ZDF-Pulswärmern der Relevant Film, Weihnachten im Schnee (2019) und Ein Lächeln nachts um vier (2017), dürfte Alice im Weihnachtsland dennoch nur überzeugte Herzkino-Freunde erwärmen.“
Oliver Armknecht von Film-Renzensionen.de kritisierte die Figuren als auch die fehlende Dramaturgie der Produktion. Die Wendungen im Film seien ebenso „überraschend“ und „abstrus“ wie „unglaubwürdig“ und überflüssig. Statt nachvollziehbarer Charakterentwicklung zeige man lieber „attraktive Menschen vor einer idyllischen Kulisse“. Alice im Weihnachtsland fange dabei „schon sehr konstruiert an und hat auch im Anschluss keine Scham, den größten Blödsinn zu erzählen und als wahre Gefühle verkaufen zu wollen. Immerhin ist das Ganze sehr solide gespielt und hat schöne Bilder. Drüber nachdenken sollte man aber besser nicht.“
Hans Czerny von der Fernsehzeitschrift Prisma schrieb, dass es „nicht nur Alice“ in Anbetracht der Handlung „beinahe endgültig die Weihnachtsstiefel“ ausziehe, „doch weil am Fest der Liebe nun einmal alles möglich ist, wendet sich in dieser etwas kantigen Weihnachtskomödie für Aybi Era als Waterkant-Köchin endlich doch noch alles zum Besten“. Die Redaktion von TV Spielfilm bewertete den Film als mittelmäßig und resümierte: „Zwei rodeln ins Glück, und der Zuschauer gähnt“. Laut Weser Kurier sei Alice im Weihnachtsland „eher bei Rosamunde Pilcher“ als bei Lewis Carrolls titelgebenden Alice im Wunderland anzusiedeln.

### Einschaltquoten
Alice im Weihnachtsland wurde am 3. Dezember 2021 in der ZDFmediathek zur Veröffentlichung freigegeben. Die Die Free-TV-Premiere folgte im Rahmen der Herzkino-Reihe am 12. Dezember 2021 im ZDF. Mit 5,46 Millionen Zuschauern und einem Marktanteil von 16,2 Prozent avancierte die Produktion hinter dem Kriminalfilm Tatort: Und immer gewinnt die Nacht (2021) und der vorausgegangenen Tagesschau-Ausgabe zur drittmeistgesehenen Sendung des Tages sowie zu einem der erfolgreichsten ZDF-Sonntagsfilme des Jahres. Aus der werberelevanten Zielgruppe der 14- bis 49-Jährigen schalten 0,63 Millionen Zuseher ein. Dies entsprach einem Marktanteil von 7,0 Prozent.

## Verweise
- Alice im Weihnachtsland bei IMDb